# Redemptoris missio

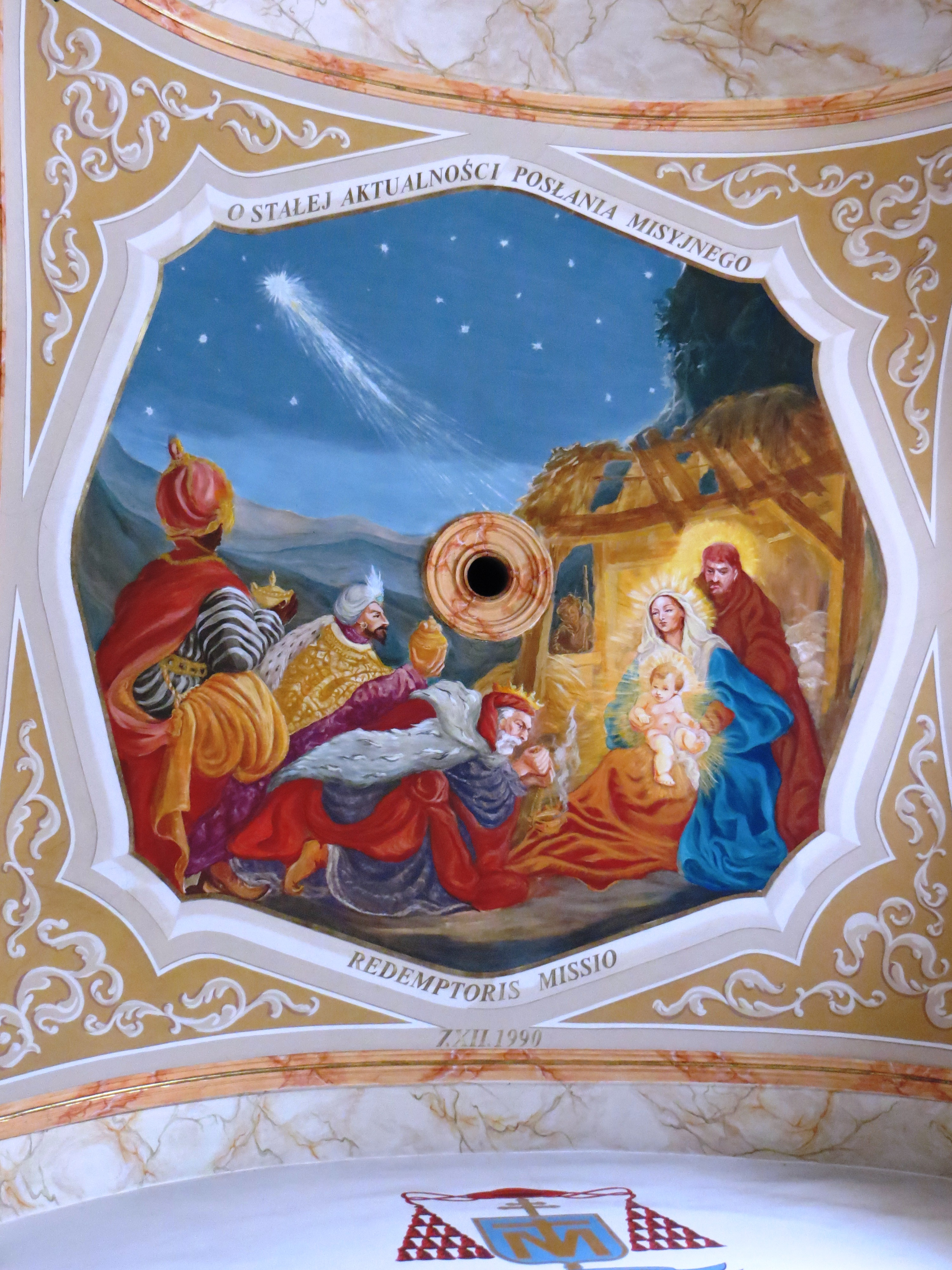
Artystyczna wizja encykliki Redemptoris missio na suficie Bazyliki Ofiarowania Najświętszej Maryi Panny w Wadowicach

Redemptoris missio (łac. Misja Odkupiciela) – encyklika Jana Pawła II. Została ogłoszona 7 grudnia 1990 roku.
Jan Paweł II zawarł w niej przesłanie o obowiązku poznawania i głoszenia Ewangelii.

## Treść
Cały drugi rozdział (nn.12-20) encykliki poświęcony został współczesnemu pojmowaniu Królestwa Bożego w Kościele katolickim. Królestwo Boże utożsamia się z osobą Chrystusa. Po zmartwychwstaniu Bóg zapoczątkował w Nim królestwo zapowiadane przez proroków, które „budowane jest stopniowo w człowieku i w świecie poprzez tajemniczą więź z Jego osobą” (n.16). Wbrew niektórym zsekularyzowanym koncepcjom Królestwa Bożego – które opisują je w kategoriach «antropocentrycznych», skupiających się na ziemskich potrzebach człowieka i na budowaniu pokoju między religiami, kulturami i społeczeństwami na ziemi – nie można, według papieża, Królestwa Bożego „odłączać ani od Chrystusa ani od Kościoła” (n.18). Innym zagrożeniem wskazanym przez papieża jest relatywizacja wiary.